# Estrella doji alcista
Una Estrella doji alcista (en anglès: Bullish Doji Star) és un patró d'espelmes japoneses format per dues espelmes que indica un possible final, per esgotament dels bears, i canvi de tendència baixista; rep aquesta denominació perquè l'espelma doji representaria una estrella dalt del cel. És el pas previ a la formació de l'estel matutí doji alcista.

## Criteri de reconeixement
1. La tendència prèvia és baixista
2. Es forma una 1a gran espelma negra amb tancament proper al low
3. L'endemà els preus obren amb gap baixista
4. Es forma al capdavall una 2a espelma, un petit doji, que té unes ombres inferior i superior petites

## Explicació
L'estrella doji alcista té implicacions alcistes perquè després d'una tendència baixista el mercat ha obert amb un gap a la baixa, però els bears ja no tenen força per continuar baixant i hi ha equilibri de forces. En aquest context els bulls poden agafar el relleu l'endemà i iniciar un forta pujada.

## Factors importants
Es recomana esperar a la confirmació l'endemà en forma gap alcista, un trencament de tendència, o sinó en forma d'espelma blanca amb tancament superior, que formaria una estel matutí doji alcista, i si es produeix un gap alcista, formaria un nadó abandonat alcista.